# ディック・スレーター
ディック・スレーター（Dick Slater、本名：Richard Van Slater、1951年5月19日 - 2018年10月18日）は、アメリカ合衆国のプロレスラー。フロリダ州タンパ出身。
日本では1980年前後の全日本プロレスにおいて、テリー・ファンクの弟分としてベビーフェイスでの人気を獲得したが、アメリカでは "ダーティ" ディック・スレーター（"Dirty" Dick Slater）を名乗り、主にヒールのポジションでNWAの南部テリトリーを中心に活動した。
その無鉄砲で荒っぽいファイトスタイルから、"Mr. Unpredictable" または "Mr. Excitement" の異名を持つ（日本では「喧嘩番長」と呼ばれた）。私生活でも気性が激しく喧嘩っ早いことで知られており、シューターとして名を馳せたボブ・ループとの私闘などの逸話も残している。リック・フレアーも彼の喧嘩の強さを認めており、ハーリー・レイス、ブラックジャック・マリガン、ワフー・マクダニエル、マッドドッグ・バションらと並んでプロレス界でもトップクラスだったと自著で記している。

## 来歴

### 1970年代
タンパ大学時代はレスリングとアメリカンフットボールで活躍。フットボールのチームメイトにはポール・オーンドーフもいた。マイアミ・ドルフィンズからのオファーもあったが、卒業後はハイスクール時代の友人マイク・グラハムの仲介により、マイクの父エディ・グラハムが主宰する地元フロリダのNWA傘下団体、チャンピオンシップ・レスリング・フロム・フロリダ（CWF）にて1972年にデビュー。
ラフファイトを身上とした若手のヒールとして売り出され、1973年10月6日には極道ヒール時代のダスティ・ローデスと組んでマイク・グラハム&ケビン・サリバンからフロリダ・タッグ王座を奪取、翌1974年10月1日にも日系人ヒールのトール・タナカとのコンビで同王座に戴冠した。同年8月、全日本プロレスに初来日している。
1975年からはジム・バーネットが主宰するジョージア・チャンピオンシップ・レスリングに参戦して、ボブ・オートン・ジュニアと喧嘩屋同士のタッグチームを結成、同年6月27日にボブ・アームストロング&ロバート・フラーからジョージア・タッグ王座を奪取した。シングルでも1976年から1977年にかけて、ザ・スポイラー、ミスター・レスリング2号、ポール・ジョーンズらを破りジョージア・ヘビー級王座を再三獲得している。

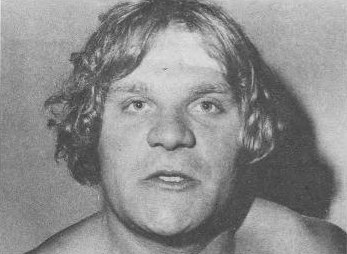
1977年

同時期にセントルイス地区にも出場し、1977年8月13日にジャック・ブリスコを下してミズーリ・ヘビー級王座を奪取。以降、前王者ブリスコをはじめパット・オコーナーやロッキー・ジョンソンなどを挑戦者に、翌1978年2月にテッド・デビアスに敗れるまで、NWA世界ヘビー級王座への登竜門といわれた同タイトルを半年間に渡って保持。次期NWA世界王者の有力候補の1人となった。
王座陥落後は古巣のCWFに戻り、1978年から1980年にかけて、ペドロ・モラレス、ジャック・ブリスコ、ダスティ・ローデス、ワフー・マクダニエルらを破り南部ヘビー級王座を通算4回獲得。また、1978年11月8日にはキラー・カール・コックスと組んでミスター・サイトー&ミスター・サトからUSタッグ王座を、1979年1月2日にはジョー・ルダックからフロリダ・ヘビー級王座をそれぞれ奪取している。
1979年はロン・フラーが主宰していたアラバマのサウスイースタン・チャンピオンシップ・レスリングにおいて、5月24日にジェリー・ブラックウェルと組んでボブ・ループ&ボブ・オートン・ジュニアからサウスイースタン・タッグ王座を奪取、10月にも旧友ポール・オーンドーフとのコンビで同王座を再度獲得した。シングルではモンゴリアン・ストンパーやロニー・ガービンとサウスイースタン・ヘビー級王座を争っている。

### 1980年代
1980年もフロリダのCWFを主戦場に、ダスティ・ローデスやバリー・ウインダムと南部ヘビー級王座を巡る抗争を展開。同時期、日本ではベビーフェイスとして絶大な人気を得ていたが（後述）、CWFではイワン・コロフ、ニコライ・ボルコフ、アレックス・スミルノフらロシア人ギミックの反米ユニットとも共闘、観客のブーイングを浴びた。また、ミスター・サイトーともタッグを組み、ジャック&ジェリーのブリスコ・ブラザーズとタッグタイトルを争った。
フロリダを離れるとテキサス州サンアントニオのサウスウエスト・チャンピオンシップ・レスリングに進出。1981年2月に交通事故に遭い、平衡感覚を失う後遺症が出たためしばらく欠場するも、カムバック後の8月15日にマニー・フェルナンデスからサウスウエスト・ヘビー級王座を奪取。翌1982年2月26日にはブルーザー・ブロディと組んでジノ・ヘルナンデス&タリー・ブランチャードのダイナミック・デュオから世界タッグ王座も奪取している。同年はヒューストンにおいて、ニック・ボックウィンクルのAWA世界ヘビー級王座にも度々挑戦した。
1983年からはジム・クロケット・ジュニアが主宰するノースカロライナのNWAミッドアトランティック地区に参戦。盟友ボブ・オートン・ジュニアと共にNWA世界ヘビー級王者ハーリー・レイスのボディーガード役を務め、当時ベビーフェイスのポジションにいたリック・フレアーを襲撃するなど、同年11月24日開催の『スターケード』に向けてのフレアーのNWA王座返り咲きアングル "A Flair For The Gold" において、ヒール陣営の主要キャストを演じた。また、同地区ではマイク・ロトンド、ロディ・パイパー、ルーファス・ジョーンズ、グレッグ・バレンタインらを下し、シングル・タイトルも再三獲得している。
1985年より旧NWAトライステート地区のMSWAに登場、翌1986年1月1日にブッチ・リード、2月23日にジェイク・ロバーツを破りミッドサウス北米ヘビー級王座を獲得。しかし、3月にMSWAがUWFと団体名を変えた際、初回放送の試合で団体主宰者ビル・ワットのアングル上の策略により、スレーターに代わってバズ・ソイヤーがハクソー・ジム・ドゥガンを相手に防衛戦を行うも敗退、王座を失うこととなった。MSWAでは黒人女子レスラーのダーク・ジャーニーことリンダ・ニュートンをマネージャーに従えていた。 
1986年7月、ザ・レベル（The Rebel）をニックネームに、南北戦争の南軍キャラクターのベビーフェイスとしてWWFに参戦。カナダのトロントにて7万人を超える観客を動員した8月28日の『ザ・ビッグ・イベント』ではアイアン・マイク・シャープから勝利を収めている。WWFには1987年中旬まで在籍して、『サタデー・ナイト・メイン・イベント』などの番組やハウス・ショーにおいて、ドン・ムラコ、ディノ・ブラボー、アイアン・シーク、ジミー・ジャック・ファンク、ハート・ファウンデーション、タイガー・チャン・リー、アドリアン・アドニス、キングコング・バンディ、ハーキュリーズらヒール勢と対戦、NWA時代の旧友グレッグ・バレンタインやカウボーイ・ボブ・オートンとも試合を行ったが、大きな活躍は果たせなかった。
WWF離脱後は、カート・ヘニングのボディーガード役としてAWAに短期間出場。その後、NWAセントラル・ステーツ地区のプロモーターだったボブ・ガイゲルが新設したWWAのリングに上がり、1988年1月23日に行われた世界ヘビー級王者決定トーナメントではマイク・ジョージと決勝を争った。同年は古巣のフロリダ地区でも、マイク・グラハムが立ち上げた新団体FCWにおいて、新設されたフロリダ・ヘビー級王座をダニー・スパイビーと争っている。1989年にはテッド・ターナーに買収されて間もない旧クロケット・プロに復帰、マネージャーのゲーリー・ハート率いるヒール軍団 "J-Tex Corporation" に加入するが（メンバーはテリー・ファンク、グレート・ムタ、ドラゴン・マスター、バズ・ソイヤー）、WCWへの体制移行に伴い短期間で解雇された。

### 1990年代 / 引退後
1990年、ジェリー・ジャレットとジェリー・ローラーが主宰するテネシー州メンフィスのUSWAに登場。9月1日、空位となっていた南部ヘビー級王者に認定されるが、1カ月後の10月6日にジェフ・ジャレットに敗れ王座から陥落した。
1991年にWCWと再契約し、ディック・マードックとザ・ハードライナーズ（The Hardliners）なるレッドネック系ヒールのタッグチームを結成。以降、1990年代はWCWを主戦場に、1992年6月25日にはザ・バーバリアンをパートナーに、マイケル・ヘイズ&ジミー・ガービンのファビュラス・フリーバーズからUSタッグ王座を奪取。その後、カーネル・ロバート・パーカーをマネージャーにテリー・ファンクやバンクハウス・バックらと南部人ユニットを結成。1995年7月22日にはバックとのコンビで、スティービー・レイ&ブッカー・Tのハーレム・ヒートからWCW世界タッグ王座も奪取している。
1996年に背骨を負傷して引退し、地元のフロリダで小売業者に転身。2003年12月27日、交際相手の女性にナイフで傷を負わせたとして逮捕され、1年間の自宅軟禁と2年間の保護観察処分の判決を受けるとともに、被害者の女性への1万8000ドルの賠償金の支払いを命じられた。古傷である背骨の痛みを抑えるために服用していた薬物（モルヒネとオキシコンチン）の影響だったと本人は語っていた。
2018年10月18日、67歳で死去。

### 日本での活躍
フロリダでテリー・ファンクと邂逅した関係から、1974年8月にファンク一家の一員としてテリーに帯同し全日本プロレスに初来日（同シリーズには、後にタッグを組むキラー・カール・コックスも参戦しており、ディック・マードックも覆面レスラーのザ・トルネードとして開幕戦に出場。後半戦にはドリー・ファンク・ジュニアも来日した）。テリーそっくりのファイトスタイルから「右利きのテリー」とあだ名され、以降も同世代のジャンボ鶴田の好敵手として全日本プロレスの常連外国人選手となった。なお、日本ではラフファイターとしてのキャラクターイメージを活かすために「学生時代は不良で鳴らし、酒場でポール・ジョーンズに喧嘩を売って返り討ちに遭うも、その度胸と腕っ節をエディ・グラハムに見込まれスカウトされた」などと紹介されていた。
1980年のチャンピオン・カーニバル（第8回大会）では兄貴分のテリー、アブドーラ・ザ・ブッチャー、ジャイアント馬場らを抑え決勝進出、鶴田と覇を争った。ブッチャーの火炎攻撃で右眼を焼かれ、眼帯を着けながらの果敢なファイトで観客の声援を集めるなど、この時期はスレーターの日本における絶頂期であった。1981年の交通事故後は精彩を欠き始めトップ戦線からは脱落していったものの、以降も全日本プロレスへの参戦を続け、1990年11月まで通算17回に渡って来日した。
タイトルには鶴田や天龍源一郎のユナイテッド・ナショナル・ヘビー級王座に再三挑戦したほか、1978年にはテリー・ファンク、1983年にはロディ・パイパーと組んで馬場&鶴田のインターナショナル・タッグ王座に、1987年にはスタン・ハンセンと組んで天龍&阿修羅・原のPWF世界タッグ王座にそれぞれ挑戦している。世界最強タッグ決定リーグ戦には1980年にリッキー・スティムボート、1982年にハーリー・レイス、1988年にトミー・リッチ、1990年にジョー・ディートンをパートナーに通算4回出場した。
1994年7月にはIWAジャパンに来日して、IWA世界ヘビー級王者決定トーナメントに出場。決勝で荒谷信孝を破って初代チャンピオンとなり、日本マットにおける初戴冠を果たした。

## 得意技
- エルボー・ドロップ
- エルボー・スタンプ
- ナックル・パンチ
- ロシアン・レッグ・スウィープ
- フィギュア・フォー・レッグロック

## 獲得タイトル
セントルイス・レスリング・クラブ
- NWAミズーリ・ヘビー級王座：1回[10]

チャンピオンシップ・レスリング・フロム・フロリダ / フロリダ・チャンピオンシップ・レスリング
- NWA南部ヘビー級王座（フロリダ版）：4回[13]
- NWAフロリダ・ヘビー級王座：1回[15]
- NWAフロリダ・ブラスナックル王座：1回[39]
- NWAフロリダTV王座：2回[40]
- NWAフロリダ・タッグ王座：5回（w / ダスティ・ローデス、スタン・バション、マイク・グラハム、トール・タナカ、ジョニー・ウィーバー）[7]
- NWA USタッグ王座（フロリダ版）：1回（w / キラー・カール・コックス）[14]
- FCWフロリダ・ヘビー級王座：1回[30]

ジョージア・チャンピオンシップ・レスリング
- NWAジョージア・ヘビー級王座：3回[9]
- NWAジョージア・タッグ王座：1回（w / ボブ・オートン・ジュニア）[8]
- NWAメイコン・タッグ王座：1回（w / ボブ・オートン・ジュニア）[41]

サウスイースタン・チャンピオンシップ・レスリング
- NWAサウスイースタン・ヘビー級王座：3回[17]
- NWAサウスイースタン・タッグ王座：2回（w / ジェリー・ブラックウェル、ポール・オーンドーフ）[16]

サウスウエスト・チャンピオンシップ・レスリング
- SCWサウスウエスト・ヘビー級王座：2回[19]
- SCWサウスウエスト・タッグ王座：1回（w / ボブ・スウィータン）[42]
- SCW世界タッグ王座：1回（w / ブルーザー・ブロディ）[20]

ミッドアトランティック・チャンピオンシップ・レスリング
- NWAミッドアトランティック・ヘビー級王座：1回[43]
- NWAミッドアトランティックTV王座：2回[44]
- NWA USヘビー級王座（ミッドアトランティック版）：1回[45]
- NWA世界タッグ王座（ミッドアトランティック版）：1回（w / ダスティ・ローデス）[46]

ワールド・チャンピオンシップ・レスリング
- WCW USタッグ王座：1回（w / ザ・バーバリアン）[34]
- WCW世界タッグ王座：1回（w / バンクハウス・バック）[35]

ミッドサウス・レスリング・アソシエーション / ユニバーサル・レスリング・フェデレーション
- ミッドサウス北米ヘビー級王座：2回[24]
- ミッドサウスTV王座：1回[47]
- UWF世界TV王座：1回[48]

ユナイテッド・ステーツ・レスリング・アソシエーション
- USWA南部ヘビー級王座：1回[32]

IWAジャパン
- IWA世界ヘビー級王座：1回[38]